# Johan Kindblom
Johan Kindblom, född 31 december 1963, är en svensk musiker och manusförfattare. Han har bland annat skrivit manus till tv-serierna Svensson Svensson, Cleo och Guds tre flickor, samt ett antal reklamfilmer från Ica. Kindblom drev tillsammans med Michael Hjorth och Tomas Tivemark produktionsbolaget Tre Vänner tidigare. Kindblom var medlem i musikgruppen Raymond & Maria.